# Sitzhose
Eine Sitzhose ist ein Hilfsmittel für Personen, die allein nicht oder nicht sicher sitzen können. 
Sie besteht aus einer Kombination von Schritt- und Beckengurt, mit deren Hilfe das Becken des Benutzers im Sitzmöbel fixiert und der Körper am Vorrutschen gehindert wird. Soll zusätzlich eine leichte Abduktion der Oberschenkel erreicht werden, so werden statt eines einzelnen Schrittgurtes zwei Gurte verwendet, die über die Leisten bzw. Oberschenkel nach hinten geführt werden und einen leichten Zug ausüben.
Sie kann abhängig von Anwendungsart und -dauer eine freiheitsentziehende Maßnahme nach § 1906 BGB darstellen und bedarf dann der Zustimmung des Betroffenen oder einer Genehmigung des Betreuungsgerichtes.